# Bewitching the Pomerania
Bewitching the Pomerania är en EP av det polska black/death metal-bandet Behemoth. Albumet gavs ut av Solistitium Records i februari 1997. Med denna EP övergår Behemoth från black metal till en mer death metal-betonad musik.

## Låtlista
1. "With Spell of Inferno (Mefisto)"
2. "Hidden in a Fog"
3. "Sventevith (Storming Near the Baltic)"

## Banduppsättning
- Adam "Nergal" Darski - sång, gitarr
- Zbigniew Robert "Inferno" Promiński - trummor, percussion
- Leszek "Les" Dziegielewski  - bas